# Тартачок
Тартачок (укр. Тартачок) — село на Украине, находится в Пулинском районе Житомирской области.
Код КОАТУУ — 1825483603. Население по переписи 2001 года составляет 13 человек. Почтовый индекс — 12056. Телефонный код — 4131. Занимает площадь 0,33 км².

## Адрес местного совета
12056, Житомирская область, Пулинский р-н, с. Новый Завод, ул. К.Маркса, 3